# Mikel Iturria
Iturria  Segurola est un nom espagnol. Le premier nom de famille, en général paternel, est Iturria ; le second, en général maternel, souvent omis, est Segurola.
Mikel Iturria Segurola (né le 16 mars 1992 à Urnieta) est un coureur cycliste espagnol.

## Palmarès

### Palmarès amateur
- 2010
  - Tour de Pampelune
- 2015
  - Vainqueur du Torneo Euskaldun
  - Champion de Navarre sur route
  - Aiztondo Klasica
  - Classement général du Tour de Navarre
  - 4e étape du Tour de Tolède
  - Prueba Alsasua
  - 2e de la Clásica Ciudad de Torredonjimeno
  - 2e de la Prueba Loinaz
  - 2e du Tour de Tolède
  - 2e du San Bartolomé Saria
  - 2e du Tour de la province de Valence
  - 3e du San Gregorio Saria
  - 3e du Tour de La Corogne
  - 3e du Premio Nuestra Señora de Oro
  - 3e du Dorletako Ama Saria

### Palmarès professionnel
- 2019
  - 11e étape du Tour d'Espagne
- 2021
  - 3e du Trofeo Andratx-Mirador des Colomer

### Résultats sur les grands tours

#### Tour d'Espagne
4 participations
- 2018 : 103e
- 2019 : 87e, vainqueur de la 11e étape
- 2021 : 60e
- 2022 : 93e

## Classements mondiaux
| Année                                 | 2013 | 2014 | 2015 | 2016  | 2017  | 2018  | 2019 | 2020  | 2021 | 2022  | 2023  | 2024  |
| ------------------------------------- | ---- | ---- | ---- | ----- | ----- | ----- | ---- | ----- | ---- | ----- | ----- | ----- |
| Classement mondial                    |      |      |      | 1567e | 1497e | 1295e | 516e | 1584e | 403e | 2141e | 1214e | 2314e |
| UCI Europe Tour                       | 565e | nc   | nc   | 1055e | 954e  | 902e  | 394e | 1178e | 331e | 1346e | nc    | nc    |
| UCI Asia Tour                         | nc   | 370e | nc   | nc    | nc    | nc    |      |       |      |       |       |       |
|                                       |      |      |      |       |       |       |      |       |      |       |       |       |
| Légende : nc = non classéSource : UCI |      |      |      |       |       |       |      |       |      |       |       |       |